# H. R. Giger
Hansruedi Giger, született Hans Rudolf Giger (Chur, 1940. február 5. – Zürich, 2014. május 12.) svájci festő, képzőművész, szobrász. 1980-ban megkapta az legjobb vizuális effektusokért járó Oscar-díjat A nyolcadik utas: a Halál című sci-fi földönkívüli lényének megalkotásáért.

## Életútja
H. R. Giger a gyógyszerész Hans Richard Giger és Melly Giger fia. Gyermekként nagyon visszahúzódó és zárkózott volt. Katolikus neveltetést kapott, ami későbbi művészetére is hatást gyakorolt. A gimnázium befejezése után 1962-től építészetet és ipari formatervezést hallgatott a zürichi Alkalmazott Művészetek Főiskoláján. A főiskolai évek alatt készült el első, „Atomkinder” címet viselő tusrajza. Művei hamarosan underground művészeti újságokban kezdtek el megjelenni. Ennek ellenére egy ideig még ismeretlen maradt. A változás 1966-ban, tanulmányainak sikeres befejeztével következett be. Bútortervezőként kezdett el dolgozni a Knoll-Internationalnál. Elismert belsőépítész lett, és hamarosan önálló kiállításai nyíltak.
Kenyérkereső munkáját ennek ellenére sem adta fel, dizájnérként dolgozott tovább, de ez nem hátráltatta abban, hogy művészetileg is aktív maradjon. Az elkövetkező években több szobrot és képet készített, amikkel további kiállításokat rendezett Zürichben és vált széles körben elismertté. 1968-tól nem csak művészként, hanem filmkészítőként is aktív. Egyedi stílusával, jelenet- és jelmeztervezőként több fantasztikus- és horrorfilm megalkotásában is szerepet vállalt (mint pl. a Ridley Scott rendezte A nyolcadik utas: a Halál című 1979-es sci-fi, vagy a Poltergeist II.).
Giger éveken át élt múzsájával, Li Tobler svájci színésznővel, aki 1975 Pünkösd hétfőjén öngyilkosságot követett el. 1979-ben Giger feleségül vette Mia Bonzanigót. A házasság másfél éven belül zátonyra futott. Mia inspirálta Gigert az „Erotomechanics” című képsorozat megalkotására.
Giger műveit a szürrealista alkotások közé sorolják. A stílus leghíresebb képviselője, Salvador Dali . Kettejük munkáit összehasonlítva viszont szembetűnő a művészek teljesen különböző világlátása, amire Giger barátja, a fanatikus realizmus egyik képviselője, Ernst Fuchs is hatással volt, és Dado. Míg Dali munkái csak álomszerűek és meghökkentőek, Giger leghíresebb művei sötétek, félelmetesek, és többnyire nagy adag szexualitást és természetellenességet tartalmaznak egyszerre.  
H.R. Giger haláláig Zürichben élt és dolgozott. 2014. május 12-én hunyt el egy zürichi kórházban, ahová egy esésből adódó sérülései miatt került.

## Művészete

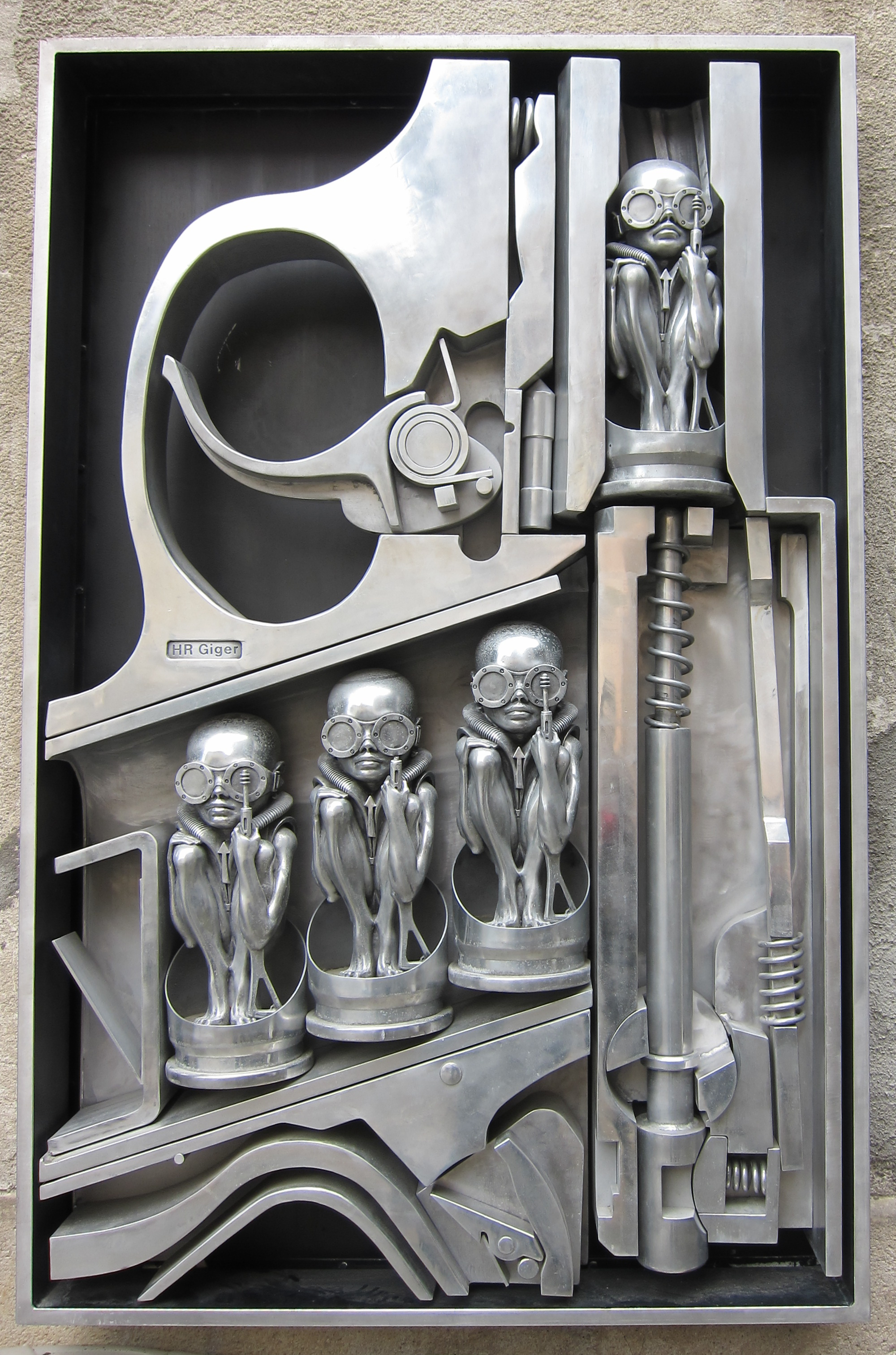
Birth Machine

Rendkívül egyedi stílusának eredményei általában biomechanikus alakok. Alkotásaiban szerves és technológiai formákat ötvöz, amelyek sokszor a múlt és a jövő, a jó és a gonosz, a valós és az álomszerű, az emberi és a gépi kontrasztjának érdekes koncepciója. Képeinek nagy része festékszóróval készült.
Giger készítette az Ibanez Iceman elektromos gitár egyedi, speciális kiadású festését.

### Rajzai
Tusrajzai 1960-tól több underground újságban is megjelentek.

### Festményei
1966-tól olajfestményeket készített mindaddig, míg 1972-ben felfedezte magának az airbrush technikát. Az elkövetkező 20 évben körülbelül 600 kép készült tussal és akrilfestékkel, némelyek több méter magasak és szélesek. Az 1990-es évek elején Giger felhagyott a festészettel és a háromdimenziós alkotások felé fordult.

### Szobrai
Első plasztikus munkái az 1960-as évek közepén készültek. Ebben az időben legszívesebben poliészterrel dolgozott. Később már fémeket, például bronzot és alumíniumot is használt. Amióta Giger befejezte a festést, többek között korábbi képeit alakította át háromdimenzióssá.

### Bútorok
Giger legismertebb bútordarabjai az 1984-es Dűne című filmből ismert Harkonnen-székek. Ezek mellett a művész asztalokat, tükröket, lámpákat és különféle berendezési tárgyakat is tervezett.

### Filmes munkái
- 1968 – Swiss Made 2069.
- 1976 – A Dűne
- 1978 – A nyolcadik utas: a Halál (Oscar-díj: Legjobb vizuális effektek)
- 1986 – Poltergeist II.
- 1988 – Teito Monogatari
- 1992 – A végső megoldás: Halál
- 1995 – A lény
- 1995 – Mindörökké Batman (Giger tervezett egy Batmobilt, amely végül nem került be a filmbe.)
- 1996 – Kondom des Grauens

### Lemezborítók – Videóklipek
- 1969 – The Shiver – Walpurgis
- 1973 – Emerson, Lake and Palmer – Brain Salad Surgery
- 1974 – Floh de Cologne - Mumien / Kantate für Rockband
- 1977 – Magma – Attahk
- 1977 – Island – Pictures
- 1981 – Debbie Harry – KooKoo
- 1985 – Celtic Frost – To Mega Therion
- 1985 – Dead Kennedys – Frankenchrist
- 1987 – Pankow – Freiheit für die Sklaven
- 1989 – Steve Stevens – Atomic Playboys
- 1990 – Atrocity – Hallucinations
- 1991 – Sacrosanct – Recesses for the Depraved
- 1991 – Clepsydra – Hologram 1992 – Danzig – Danzig III: How The Gods Kill
- 1994 – Carcass – Heartwork
- 1994 – Hide – Hide Your Face
- 1999 – Dr. Death – Somewhere in nowhere (Birthmachine)
- 2000 – Böhse Onkelz – Dunkler Ort (Video-Clip) 2003 – Paganini – Esoterrorism
- 2010 – Triptykon – Eparistera Daimones

### Videójátékok
- Darkseed 1992 és Darkseed II 1995

## Múzeumok és bárok

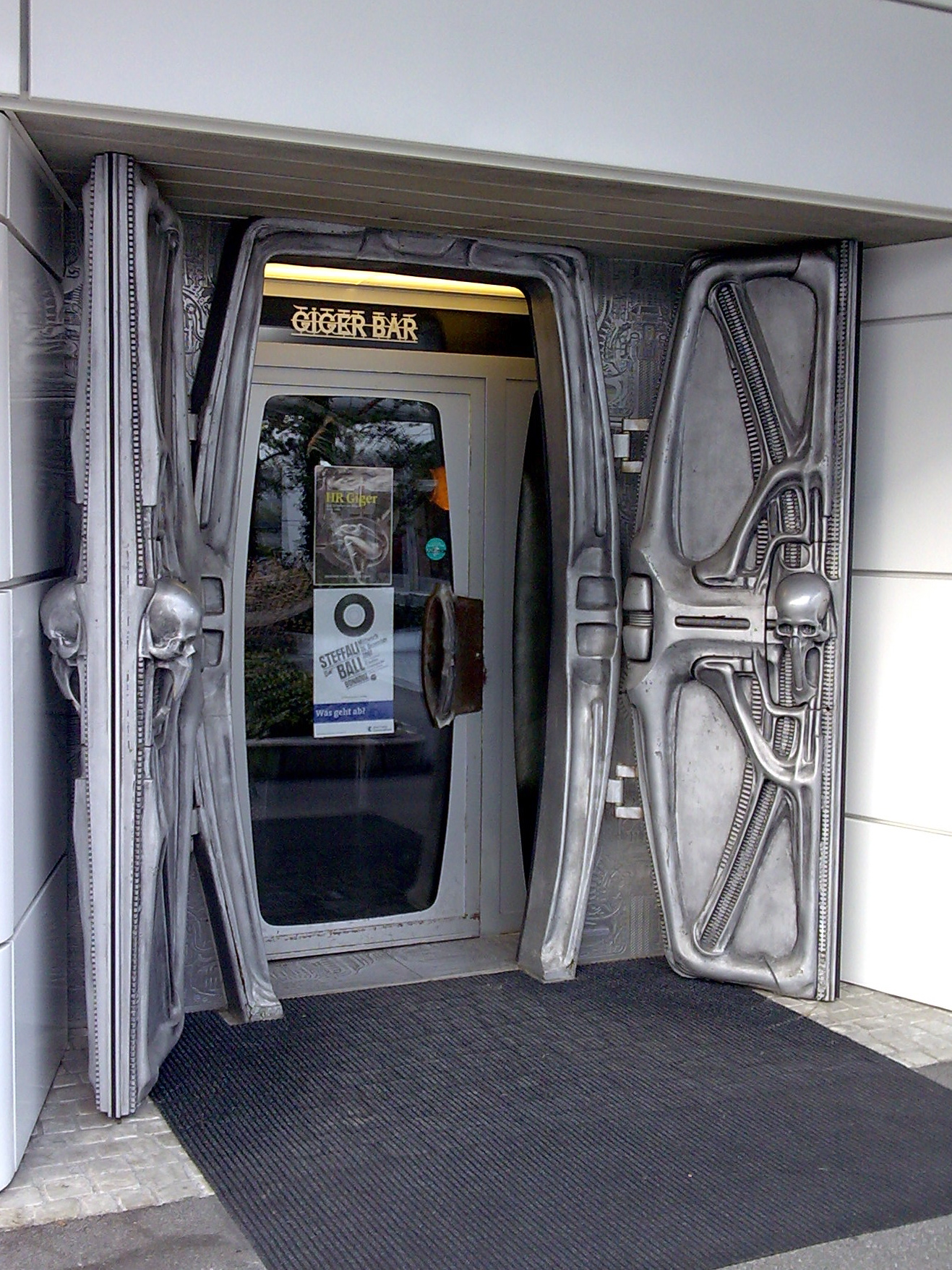
Giger bár Chur-ban

1988-ban Tokióban megnyílt az első Giger-bár (ami alig néhány év után be is zárt), majd 1992-ben szülővárosában, Churban a második. A New York-i Limelight diszkóban 1998-tól, a szórakozóhely 2002-es bezárásáig létezett egy HR Giger-terem.
1998-ban a svájci Gruyères-ben várja látogatóit a HR Giger Múzeum. A múzeum Giger privát gyűjteményének darabjait is magába foglalja, többek között Günter Brus, Ernst Fuchs, Gottfried Helnwein, Arnulf Rainer, Franz Ringel, Thuri Werkner és saját műveit. 2003-ban a múzeumban egy újabb bár nyílt.

## Bibliográfia
- 1971 – ARh+
- 1974 – Passagen
- 1976 – H. R. Giger bei Sydow-Zirkwitz
- 1977 – HR Giger's Necronomicon 1 (ISBN 978-3-89082-519-9)
- 1980 – Giger’s Alien. 5. 2002, ISBN 3-89082-528-1.
- 1981 – HR Giger’s New York City
- 1984 – Retrospective 1964–1984
- 1985 – HR Giger's Necronomicon 2 (ISBN 978-3-89082-520-5)
- 1985 - HR Giger's Necronomicon 1+2 (ISBN 978-3-89082-555-7)
- 1988 – HR Giger's Biomechanics (ISBN 978-3-89082-871-8)
- 1991 – H. R. Giger ARh+ (ISBN 3-8228-1317-6)
- 1992 – Skizzen 1985
- 1993 – Watch Abart ’93
- 1995 – Species Design
- 1996 – HR Giger's Filmdesign (ISBN 978-3-89082-583-0)
- 1996 – www HRGiger com
- 1996 – Visioni di fine millennio
- 1998 – Monsters from the ID
- 1998 – The Mystery of San Gottardo
- 2002 – Icons „HR Giger“
- 2004 – Le Monde Selon HR Giger
- 2005 – HR Giger in Prague
- 2005 - HR Giger's Necronomicon 1+2
- 2006 – Giger in Wien (ISBN 3-901247-15-7)
- 2007 – HR Giger, Das Schaffen vor Alien
- 2007 – HR Giger, Escultura, Gràfica i Disseny

## Kiállítások
- 1967: Urban Gwerder-rel közösen a Poetenz–Show, egy Poetry–Performance
- 2006: „Giger in Wien“ (KunstHausWien, 2006. május 24. - október 1.)
- 2007: H. R. Giger – Das Schaffen vor "Alien" (Bündner Kunstmuseum Chur, 2007. június 30.- szeptember 9.
- 2008: H. R. Giger – Abgründe (Zitadelle Spandau, Berlin, 2008. június 29. - szeptember 7.), közös Horst Janssenund Guido Sieber-rel
- 2009: H. R. Giger – Kunst.Design.Film (Deutsches Filmmuseum, Frankfurt/Main, 2009. január 21.- július 26.)
- 2009: H. R. Giger – HR GIGER Retrospektive ( Spanyolország, Sala Kubo - Kutxa, San Sebastian, 2009. október 15. - 2010. január 6.)
- 2010: H. R. Giger – Film Design Retrospektive (Finnország, Tampere Art Museum, 2010. január 30. - április 5.)
- 2011: H. R. Giger – Träume und Visionen (Kunst Haus Bécs, 2011. március 10.- június 26.)